# جبل السرج (كانغوون)
جبل السرج (بالكورية: 안산) هو جبل يقع في مقاطعة إنجه، بإقليم غانغوون في كوريا الجنوبية. يقع الجبل في الجهة الشمالية الغربية من منتزه سوراكسان الوطني. يبلغ ارتفاعه حوالي 300 متر (ما يعادل 984 قدمًا).